# Lexus GS
De Lexus GS is een performance sedan uit de hogere middenklasse van Lexus, de luxedivisie van Toyota. De eerste generatie Lexus GS is ontworpen door is ItalDesign -  Giugiaro, een wereldbekende Italiaanse ontwerper die onder andere Lamborghini's ontwerpt. De Lexus GS wordt het meest verkocht in de Verenigde Staten.

## Eerste generatie
De eerste generatie GS300 begon zijn leven in 1993 en is ontworpen door de wereldbekende ItalDesign - Guigiaro, die onder andere Lamborghini's ontwerpt. Het doel was om een zeer luxe sportsedan te ontwerpen. De GS300 had uiteindelijk een luchtweerstandscoëfficiënt van slechts 0,31, gelijk aan de luchtweerstandscoëfficiënt van de Lamborghini Diablo en McLaren F1. Hiermee was de GS300 bij de introductie de best gestroomlijnde sedan ter wereld. De GS300 is voorzien van een sterke 3.0 liter zescilinder-motor. In 1995 heeft Lexus een sportuitvoering uitgebracht, de GS300 T3. Deze beschikte over meer vermogen (280 pk), een verbeterd onderstel en een agressiever uiterlijk.
De eerste generatie Lexus GS staat, ondanks zijn sportieve karakter, bekend om een zeer comfortabele sedan. In de Verenigde Staten kreeg deze auto de bijnaam 'jumbojet' en 'Boeing 747'. De GS300 is zeer luxe uitgerust met zaken als lederen bekleding, notenhout in het interieur, automatisch verstelbaar stuurwiel en een Nakamichi Premium Sound System.
De basisprijs van de GS300 was €58.046. Met een aantal opties kwam de consument al snel boven de 60.000 euro en voor de GS300 T3 kwam er nog 13.500 euro bij. De prijzen van de bekende concurrenten (BMW 5-serie en Mercedes-Benz E-Klasse) lagen aanzienlijk lager. Aangezien Lexus in 1993 nog niet zo lang op de markt was, kozen de meeste Europese consumenten toch voor de Duitse orde, ondanks dat de GS300 uit vele tests velen malen beter werd bevonden dan de concurrentie. In de Verenigde Staten was de GS300 een groot succes.

## Tweede generatie
Na het succes van de eerste generatie begonnen de ontwerpen voor de tweede generatie. Onder leiding van hoofdingenieur Yasushi Nakagawa, die aan de grootste projecten van Toyota en Lexus werkt (o.a. Toyota Supra), moest deze GS300 een overtreffende trap worden van de eerste generatie. De nieuwe GS kreeg in eerste instantie een vernieuwde naam, Lexus HPS, wat staat voor "High Performance Sedan". Op de Detroit Auto Show heeft Lexus dit model ook gepresenteerd als Lexus HPS, echter heeft Lexus de HPS uiteindelijk toch vernoemd naar GS300. De GS300 heeft een luchtweerstandscoëfficiënt van 0,30, nog beter dan de eerste generatie GS300. Lexus heeft met deze GS, ten opzichte van de eerste generatie, een compleet andere auto uitgebracht. 
De GS300 is beschikbaar in drie uitvoeringen: Business, Executive en Executive Sport. De Business uitvoering is de basisuitvoering, deze uitvoering beschikt over de standaard opties van Lexus. De Executive-uitvoering is de luxe-uitvoering, waarbij zaken als lederen bekleding standaard zijn. De Executive Sport is de sportuitvoering, deze uitvoering beschikt over meer vermogen (280 pk), een sportonderstel, een agressiever uiterlijk en een nóg lagere luchtweerstandscoëffiënt. De Business- en Executive-uitvoeringen beschikken over een sterke 3.0 liter zescilinder-motor met 220 pk. De Executive Sport-uitvoering beschikt over een hoogtoerige, zeer krachtige 3.0 liter zescilinder VVTi-lijnmotor met 280 pk. Beide motoren zijn ook gebruikt in de Toyota Supra (2JZ) en staan bekend als een van de sterkste en meest potente zescilindermotoren.
Naast de GS300 werd er ook een GS400 (alleen USA) en GS430 verkocht. De laatste beschikt over de 3UZ achtcilinder met 283 pk uit de LS430, wat zorgde voor een uiterst comfortabele ervaring. 
Dankzij de moderne technieken die Lexus heeft gebruikt is deze GS (en LS) zeer rijk uitgerust, zoals Lexus zelf omschreef: 'Ready for the future'. De GS beschikt over tig veiligheidssystemen (VSC, TRAC en Brake Assist), touchscreen multimedia en navigatiesysteem, audiosysteem (Mark Levinson), lederen bekleding en vrijwel alle elektronica werkt automatisch. Velen zien dit model als een statement van Lexus. Deze GS300 werd door MotorTrend uitgeroepen tot beste sedan van zijn generatie. 
De prijs van de GS300 Business was 64.295 euro. Dit is de uitvoering met de standaard opties van Lexus, een aantal aanvullende opties maakte het al snel aantrekkelijk om voor de Executive-uitvoering te gaan. De GS300 Executive kostte 76.300 euro en beschikt over de meeste opties, op de duurste opties na. De GS300 Executive Sport kostte 96.652 euro en beschikt over vrijwel alle opties. De GS300 is in de Verenigde Staten, net als zijn voorganger, een groot succes. In Europa gaat de consument wegens de prijs sneller voor de Duitse concurrenten. De GS300 Business is in Europa de meest verkochte uitvoering.

## Derde generatie
In 2007 is de derde generatie GS300 uitgebracht. Deze GS300 lijkt in vele opzichten op zijn voorganger, ook dit model heeft dubbele koplampen en deelt veel technieken met zijn voorganger. Deze GS300 beschikt over een nieuwe motor, een 3.0 liter zescilinder met 245 pk. Dankzij de nieuwe motor is deze GS300 aanzienlijk zuiniger dan zijn voorganger, terwijl er meer dan genoeg vermogen aanwezig is. In de Verenigde Staten heeft Lexus een opvolger voor de GS300 Executive Sport uitgebracht, de GS350 met een 3.5 liter zescilinder-motor met 305 pk. Ook deze motor is aanzienlijk zuiniger dan zijn voorganger en levert bijna dezelfde prestaties. Compleet nieuw was de hybride uitvoering, de GS450h. Deze uitvoering beschikt over een 3,5 liter zescilinder-motor én een krachtige elektromotor. Deze combinatie zorgt voor zeer goede prestaties en een zeer laag brandstofverbruik voor een auto uit deze klasse. 
De meest verkochte uitvoering in Europa is de GS300, ondanks dat de GS450h een stuk zuiniger is. Het prijsverschil tussen de GS300 en GS450h is simpelweg te groot om er voordeel uit te halen. In de Verenigde Staten is de GS450h een stuk aantrekkelijker wegens andere belastingregels.

## Vierde generatie
In 2012 kwam de vierde generatie van de GS op de markt. In Nederland verscheen deze in eerste instantie alleen als GS450h, met een zescilinder benzinemotor gekoppeld aan een elektromotor. Later kwam ook de GS300h op de markt, waarbij een viercilinder benzinemotor gekoppeld werd aan een elektromotor. Deze aandrijflijn werd overgenomen uit de Lexus IS.
De vierde generatie Lexus GS was tevens de laatste. De zevende generatie van de Lexus ES diende in Europa als vervanger voor de Lexus GS.
Leverbaar in Nederland en België: ES · LC · LS · NX · RX · RZ · UX

Alleen leverbaar buiten Nederland en België : CT · GX · IS · LM · LX · RC

Niet meer leverbaar: GS · HS · LFA · SC